# Chaetodipus pernix
Chaetodipus pernix is een zoogdier uit de familie van de wangzakmuizen (Heteromyidae). De wetenschappelijke naam van de soort werd voor het eerst geldig gepubliceerd door J.A. Allen in 1898.

## Voorkomen
De soort komt voor in Mexico.